# Hemifusus
Hemifusus là một chi ốc biển, là động vật thân mềm chân bụng sống ở biển trong họ Melongenidae.

## Các loài
Các loài thuộc chi Hemifusus bao gồm:
- Hemifusus zhangyii Kosuge, 2008[3]

## Hình ảnh

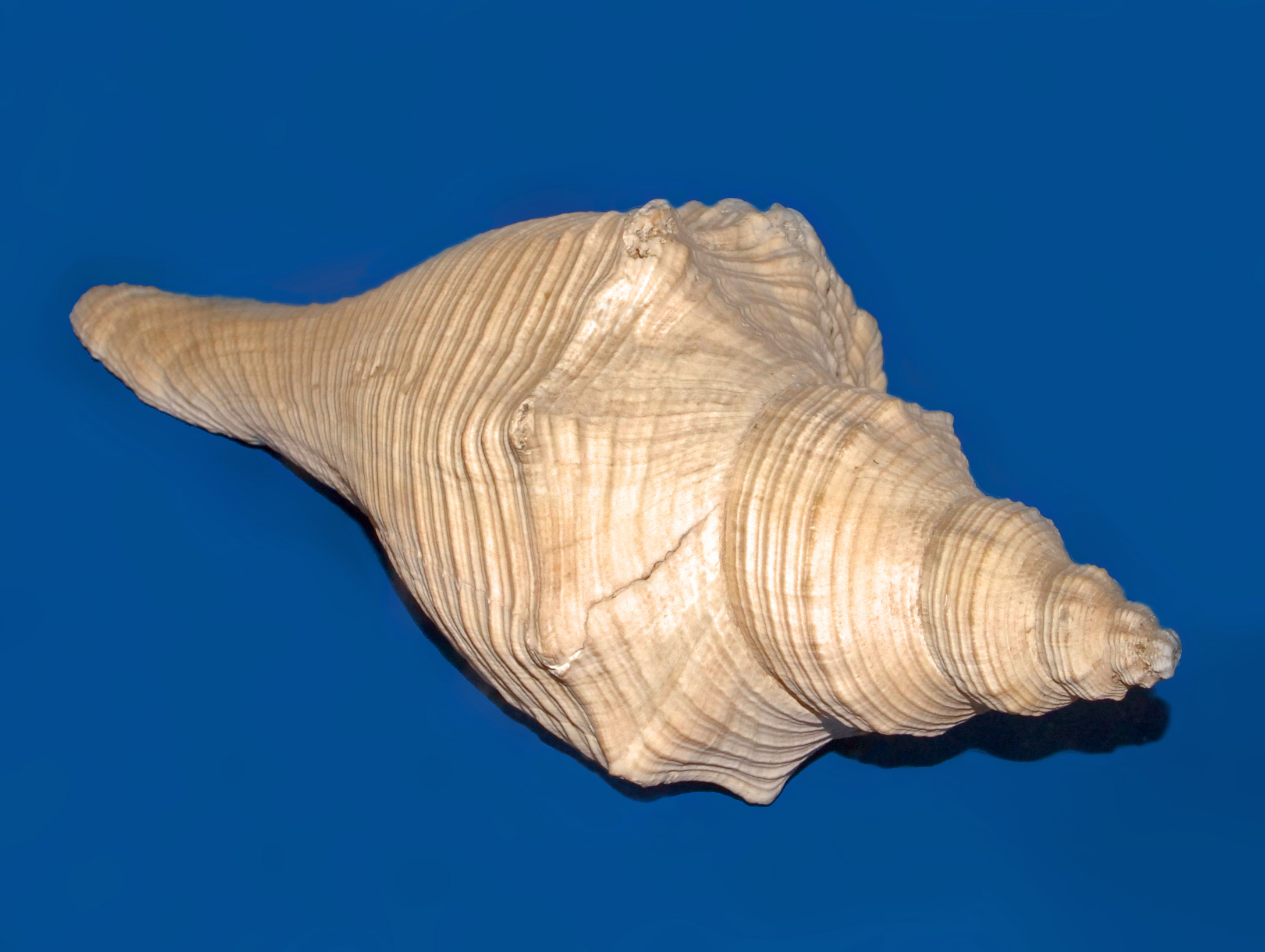